# Дааден
Дааден (нім. Daaden) — громада в Німеччині, розташована в землі Рейнланд-Пфальц. Входить до складу району Альтенкірхен. Центр об'єднання громад Гердорф-Дааден.
Площа — 19,56 км2. Населення становить 4214 ос. (станом на 31 грудня 2020).

## Галерея

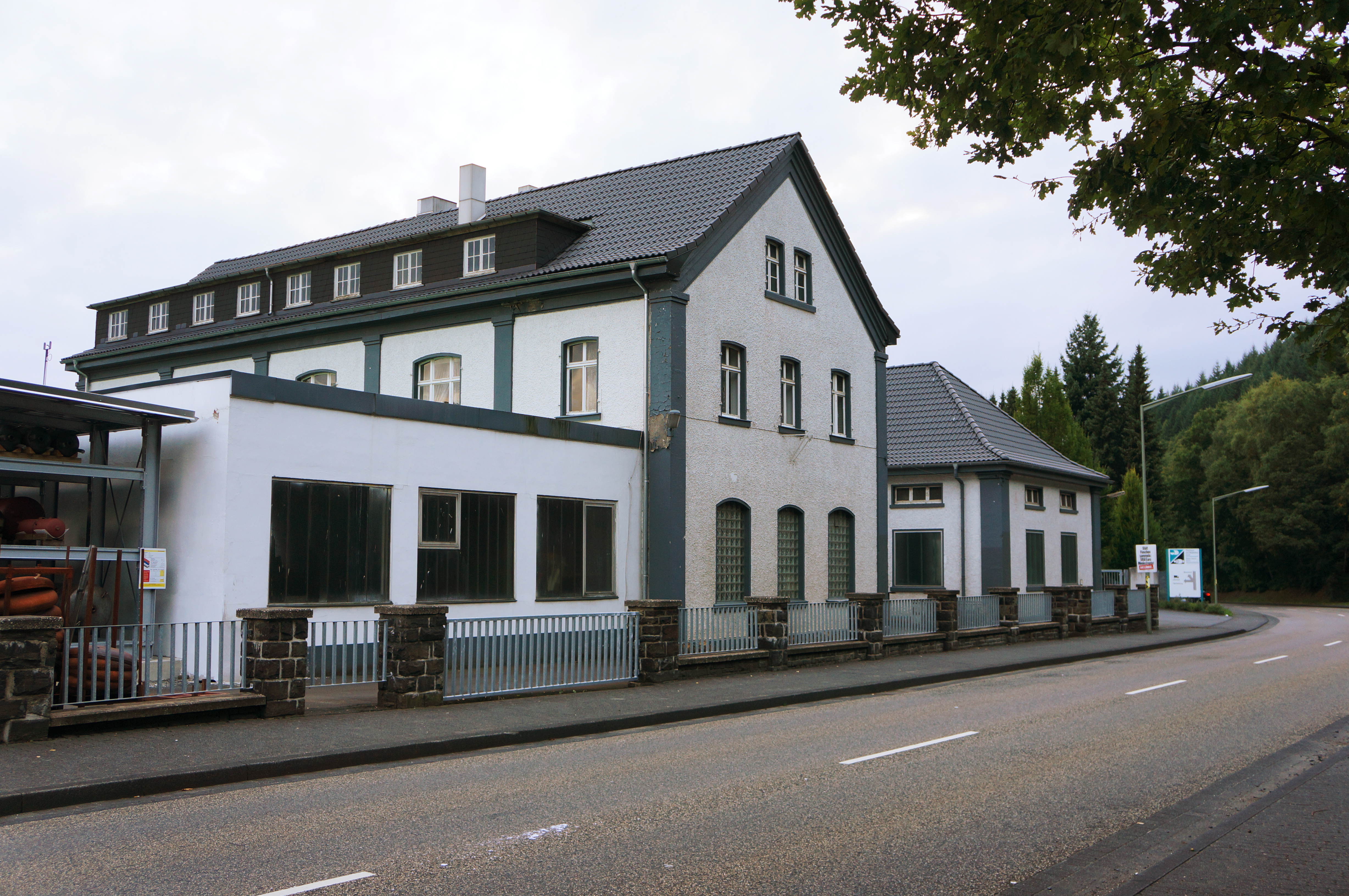
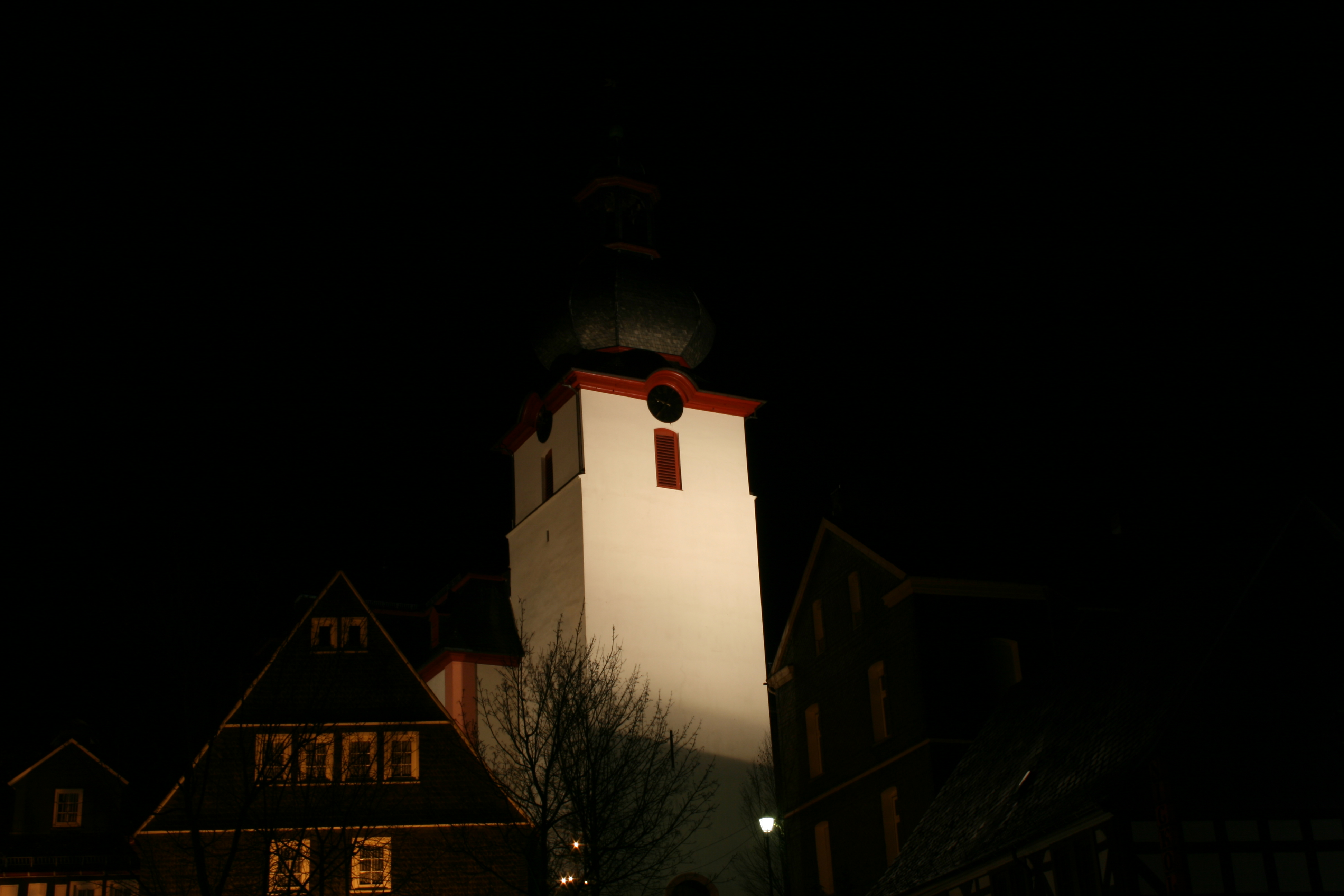